# Mirosławiec (gmina)
Mirosławiec est une gmina mixte du powiat de Wałcz, Poméranie occidentale, dans le nord-ouest de la Pologne. Son siège est la ville de Mirosławiec, qui se situe environ 27 km à l'ouest de Wałcz et 101 km à l'est de la capitale régionale Szczecin.
La gmina couvre une superficie de 203,27 km2 pour une population de 5 524 habitants en 2016.

## Géographie
Outre la ville de Mirosławiec, la gmina inclut les villages de Bronikowo, Drzewoszewo, Gniewosz, Hanki, Hanki-Kolonia, Jabłonkowo, Jabłonowo, Jadwiżyn, Kalinówka, Kierpnik, Kolonia Chojnice, Kolonia Polne, Kolonia Zacisze, Łowicz Wałecki, Mirosławiec Górny, Nieradź, Piecnik, Pilów, Próchnowo, Sadowo, Setnica et Toporzyk.
La gmina borde les gminy de Kalisz Pomorski, Tuczno, Wałcz et Wierzchowo.